# Rourea tenuis
Rourea tenuis é uma espécie arbustiva de planta com flor pertencente à família Connaraceae.
A autoridade científica da espécie é Gustav August Ludwig David Schellenberg, tendo sido publicada em Das Pflanzenreich IV. 127(Heft 103): 199. 1938.

## Brasil
Esta espécie terrícola é nativa e endémica do Brasil, podendo ser encontrada na Região Nordeste do Brasil. Em termos fitogeográficos pode ser encontrada no domínio da Mata Atlântica.
Não ocorrem táxons infra-específicos no Brasil.